# Litteraturåret 1935

## Händelser
- 30 juli – Allen Lane startar Penguin Books och inleder den första masspublikationen av pocketböcker i Storbritannien.[1][2]
- 9 oktober – Jönköpings stadsbibliotek tar sina nya lokaler i bruk vid Gamla epidemisjukhuset.[3]

## Priser och utmärkelser
- Nobelpriset – Priset delades inte ut[4]
- De Nios Stora Pris – Yrjö Hirn och Jarl Hemmer
- Letterstedtska priset för översättningar – Ivar Harrie för översättningen av Jean Racines Andromake
- Svenska Akademiens stora pris – Bertil Malmberg

## Nya böcker

### A – G
- Det andra ljuset av Vilhelm Ekelund
- Dikter vid gränsen av Bertil Malmberg
- Ensamstående bildad herre av Hjalmar Gullberg
- Fria män (del 2) av Halldór Laxness
- För trädets skull av Karin Boye

### H – N
- Himmelsfärd av Artur Lundkvist
- Här har du ditt liv! av Eyvind Johnson
- I den tiden av Pär Lagerkvist
- Jag, Lars Hård av Jan Fridegård
- Karl XII:s levnad (en "berättelse om kungens liv och verk", 2 band, 1935–36) av Frans G. Bengtsson
- Kung Henrik IV:s ungdom av Heinrich Mann
- Kungsgatan av Ivar Lo-Johansson
- Medaljen över Jenny av Stina Aronson
- Människor kring en bro av Josef Kjellgren
- Nässlorna blomma av Harry Martinson[5]

### O – U
- Posthum ungdom av Erik Lindegren
- Riddarna kring Dannys bord av John Steinbeck
- Rågvakt av Moa Martinson
- Rälsläggarens berättelser av Gustav Hedenvind-Eriksson
- Il segreto del Bosco Vecchio av Dino Buzzati
- Storm över Tjurö av Gustaf Hellström
- Sänkt sedebetyg av Vilhelm Moberg

### V – Ö
- Vändkorset av Elin Wägner

## Födda
- 16 januari – Inger Christensen, dansk författare.
- 31 januari – Kenzaburo Oe, japansk författare, nobelpristagare 1994.
- 16 februari – Britt Edwall, svensk programledare på radio, tidningskrönikör, översättare, författare.
- 14 mars – P.C. Jersild, svensk läkare och författare.
- 3 april – Märta Tikkanen, finlandssvensk författare.
- 23 april – Erik Beckman, svensk författare och litteraturkritiker.
- 4 juni – Lars Lönnroth, svensk litteraturvetare.
- 21 juni – Françoise Sagan, fransk författare.
- 15 juli – Lars-Gunnar Bodin, svensk kompositör, poet och bildkonstnär.
- 10 augusti – Sun Axelsson, svensk författare.
- 12 augusti – Bo Axelsson, svensk författare, fotograf och konstnär.
- 6 september – Lars Löfgren, svensk regissör, författare och teaterchef.
- 10 september – Anita Salomonsson, svensk författare.
- 25 september – Maj Sjöwall, svensk författare och översättare.
- 14 november – Bo I. Cavefors, svensk författare, förläggare, debattör och konstnär.
- 30 november – Don Mattera, sydafrikansk författare.
- 5 december – Jean Bolinder, svensk författare och konstnär.
- 6 december – Olle Bauman, svensk konstnär och författare.
- okänt datum – Per Agne Erkelius, svensk författare.

## Avlidna
- 9 januari – Kurt Tucholsky, 45, tysk journalist och författare (självmord).
- 19 maj – Lawrence av Arabien, eg. T. E. Lawrence, 46, brittisk officer, författare och arkeolog.
- 18 juni – René Crevel, 34, fransk romanförfattare och poet (självmord).
- 17 juli – George William Russell, 67, irländsk poet och målare.
- 7 november – Johan Lindström Saxon, 76, svensk författare, tidningsman, bokförläggare, publicist och sångtextförfattare.
- 30 november – Fernando Pessoa, 47, portugisisk författare.

### Fotnoter
1. ↑   Penguin Pocket On This Day. Penguin Reference Library. 2006. ISBN 0-14-102715-0
2. ↑  Palmer, Alan; Veronica (1992). The Chronology of British History. London: Century Ltd. sid. 379–380. ISBN 0-7126-5616-2
3. ↑  ”Årtal och händelser i Jönköping”. Arkiverad från originalet den 14 augusti 2014. https://web.archive.org/web/20140814012146/http://maltell.se/historia/databas/search/kronologiviewmobil1900.php. Läst 20 juni 2011.
4. ↑  ”Nobelpriset i litteratur”. https://www.nobelprize.org/prizes/lists/all-nobel-prizes-in-literature/. Läst 20 mars 2011.
5. ↑  Sverige 1900-talet – Arbetets ansikten i litteraturen, NE, Bra Böcker, 2000